# Chemical Reviews
Chemical Reviews（略称:Chem. Rev.）はアメリカ化学会が発行する査読付きの化学系学術誌である。化学に関する幅広い分野についてのレビュー論文が掲載される。イリノイ大学のWilliam A. Noyesによって、1924年に創刊された。2015年1月1日現在、イリノイ大学アーバナ・シャンペーン校のSharon Hammes-Schifferが編集責任者を務めている。
トムソン・ロイター社によるJournal Citation Reportsによると、2015年のインパクトファクターは37.369である。